# Atka-Bucht
Die Atka-Bucht (englisch Atka Iceport) ist ein 16 km langer und ebenso breiter Eishafen in der Antarktis. Sie markiert eine mehr oder weniger dauerhafte Vertiefung in die Front des Ekström-Schelfeises an der Prinzessin-Martha-Küste des ostantarktischen Königin-Maud-Landes.
Die Atka-Bucht wurde im Detail von norwegischen Kartographen, durch Luftaufnahmen und Untersuchungen der Norwegisch-Britisch-Schwedischen Antarktisexpedition (1949–1952), aufgezeichnet. Sie wurde nach der USS Atka benannt, welche im Februar 1955 dort vor Anker ging. Diese sollten mögliche Standorte für Bodenstationen für Operationen im Internationalen Geophysikalischen Jahr untersuchen.
Die Neumayer-Station III befindet sich an der Atka-Bucht auf dem etwa 200 Meter dicken Ekström-Schelfeis, wenige Kilometer südlich der abgelösten Neumayer-Station II.